# Pala (album)
Pala è il secondo album della band britannica Friendly Fires. È stato pubblicato nel Regno Unito il 16 maggio 2011, ed ha raggiunto la posizione numero 6 della UK Albums Chart. Il nome dell'album deriva dal romanzo finale di Aldous Huxley Island, che racconta la storia di un giornalista naufragato sull'isola immaginaria di Pala, che sostiene una società utopica. La fotografia del pappagallo è stata scelta dalla collezione privata del fotografo di moda norvegese Sølve Sundsbø.
"Live those Days Tonight" è il primo singolo estratto dall'album. Il brano ha ricevuto il suo primo spettacolo nello show di Zane Lowe su BBC Radio 1 il 22 marzo 2011. La band ha eseguito il brano in Late Night con Jimmy Fallon, ed è stato pubblicato negli Stati Uniti su iTunes Store il giorno successivo. Nel Regno Unito, è stato pubblicato il 16 maggio 2011, lo stesso giorno dell'album, ed è stato registrato ha raggiunto la posizione 80 della UK Singles Chart.
"Hawaiian Air" come secondo singolo estratto dall'album. Il video musicale è stato girato nella Spagna meridionale nel maggio 2011. Ha raggiunto il numero 92 nel Regno Unito ed è apparso nella colonna sonora del videogioco di corse 2012 Forza Horizon insieme a "Hurting".
"Blue Cassette" è stato pubblicato come terzo singolo il 2 dicembre 2011.
L'album ha ricevuto un punteggio di 73 su Metacritic (basato su 22 recensioni), indicando "recensioni generalmente favorevoli".
Pala ha debuttato nella classifica degli album del Regno Unito al numero 6 il 22 maggio 2011, il secondo esordio più alto di quella settimana dopo l'album Director's Cut di Kate Bush. Ha anche debuttato al numero 2 della classifica dei download degli album e al numero 3 della UK Indie Chart.

## Tracce
1. Live Those Days Tonight – 5:02
2. Blue Cassette – 3:32
3. Running Away – 3:02
4. Hawaiian Air – 4:12
5. Hurting – 5:03
6. Pala – 4:01
7. Show Me Lights – 3:36
8. True Love – 3:15
9. Pull Me Back to Earth – 3:30
10. Chimes – 4:37
11. Helpless – 4:30